# Cem Özdemir

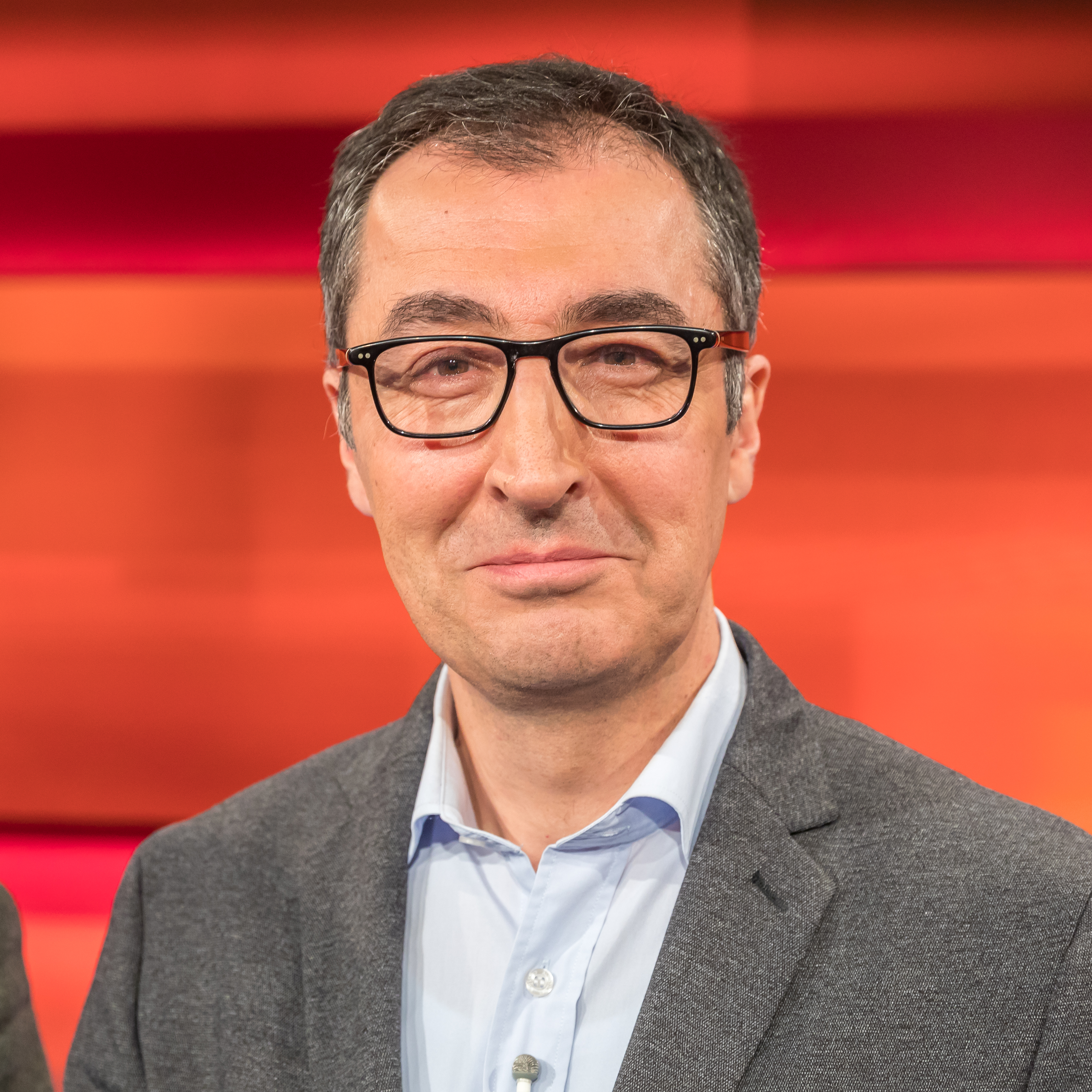
Cem Özdemir (2020)

Cem Özdemir [ˌʤɛm ˈœzdɛmiɾ̝] (* 21. Dezember 1965 in Urach) ist ein deutscher Politiker (Bündnis 90/Die Grünen). Er war von Dezember 2021 bis Mai 2025 Bundesminister für Ernährung und Landwirtschaft. Von November 2024 bis Mai 2025 war er zusätzlich Bundesminister für Bildung und Forschung. 
Von November 2008 bis Januar 2018 war er einer von zwei Bundesvorsitzenden seiner Partei. Nach der Bundestagswahl 1994 zog er erstmals in den Bundestag ein; er und die Sozialdemokratin Leyla Onur waren damals die ersten Bundestagsabgeordneten mit türkischer Abstammung. Von 2004 bis 2009 war Özdemir Mitglied des Europäischen Parlaments. Ab 2013 war er erneut Mitglied des Deutschen Bundestages. Gemeinsam mit Katrin Göring-Eckardt war er grüner Spitzenkandidat zur Bundestagswahl 2017.
Bei der Bundestagswahl 2021 errang er für die Grünen erstmals das Direktmandat im Wahlkreis Stuttgart I mit 40,0 % der Stimmen. Damit erreichte er das beste Erststimmenergebnis unter den Abgeordneten seiner Partei. Er nahm nach der Wahl an den Koalitionsverhandlungen zwischen SPD, Grünen und FDP teil. Özdemir ist der erste Bundesminister mit türkischen Eltern. Bei der Bundestagswahl 2025 verzichtete der zuvor direkt gewählte Wahlkreisabgeordnete auf eine erneute Kandidatur, um 2026 in Baden-Württemberg als Ministerpräsident zu kandidieren.

## Leben

### Privates, Ausbildung und Beruf
Özdemirs Vater stammt aus der Kleinstadt Pazar in der türkischen Provinz Tokat und ist Angehöriger der tscherkessischen Minderheit. Er wanderte im Jahr 1963 als Gastarbeiter nach Deutschland aus und arbeitete in einer Textilfabrik im Schwarzwald, später bei einem Hersteller von Feuerlöschern. Die Mutter, die 1964 nach Deutschland gekommen war, betrieb eine eigene Änderungsschneiderei. Sie starb im August 2021 im Alter von 88 Jahren.
Özdemir wuchs als Einzelkind auf und absolvierte nach der Mittleren Reife an der Realschule in Urach bis 1987 in Reutlingen eine Ausbildung zum Erzieher. Anschließend erwarb er die Fachhochschulreife an der Fachoberschule in Nürtingen und absolvierte ein Studium der Sozialpädagogik an der staatlich anerkannten Evangelischen Fachhochschule für Sozialwesen Reutlingen (heute Evangelische Hochschule Ludwigsburg). Sein Studium schloss er 1994 als Diplom-Sozialpädagoge (FH) ab. Studienbegleitend war Özdemir ab 1987 als Erzieher in einem Jugendzentrum in Reutlingen und als freier Journalist für den Reutlinger General-Anzeiger und ein Lokalradio tätig. Als Jugendlicher spielte er als Handball-Torwart beim TSV Urach.
Özdemir bezeichnete sich als „anatolischen Schwaben“ und im Jahr 2008 in einem in englischer Sprache geführten Interview als „säkularen Muslim“. Er ist seit seiner Jugend Vegetarier. Der Fan des VfB Stuttgart ist Mitglied des 2015 gegründeten VfB-Fanclubs für Mitglieder des Bundestags.
Der Politiker heiratete 2003 die aus Argentinien stammende Journalistin Pia María Castro, mit der er eine Tochter und einen Sohn (* 2009) hat. Im November 2023 gab das Paar bekannt, seit längerem getrennt zu leben. Seit 2024 ist Özdemir mit der kanadischen Juristin Flavia Zaka liiert.

### Parteilaufbahn

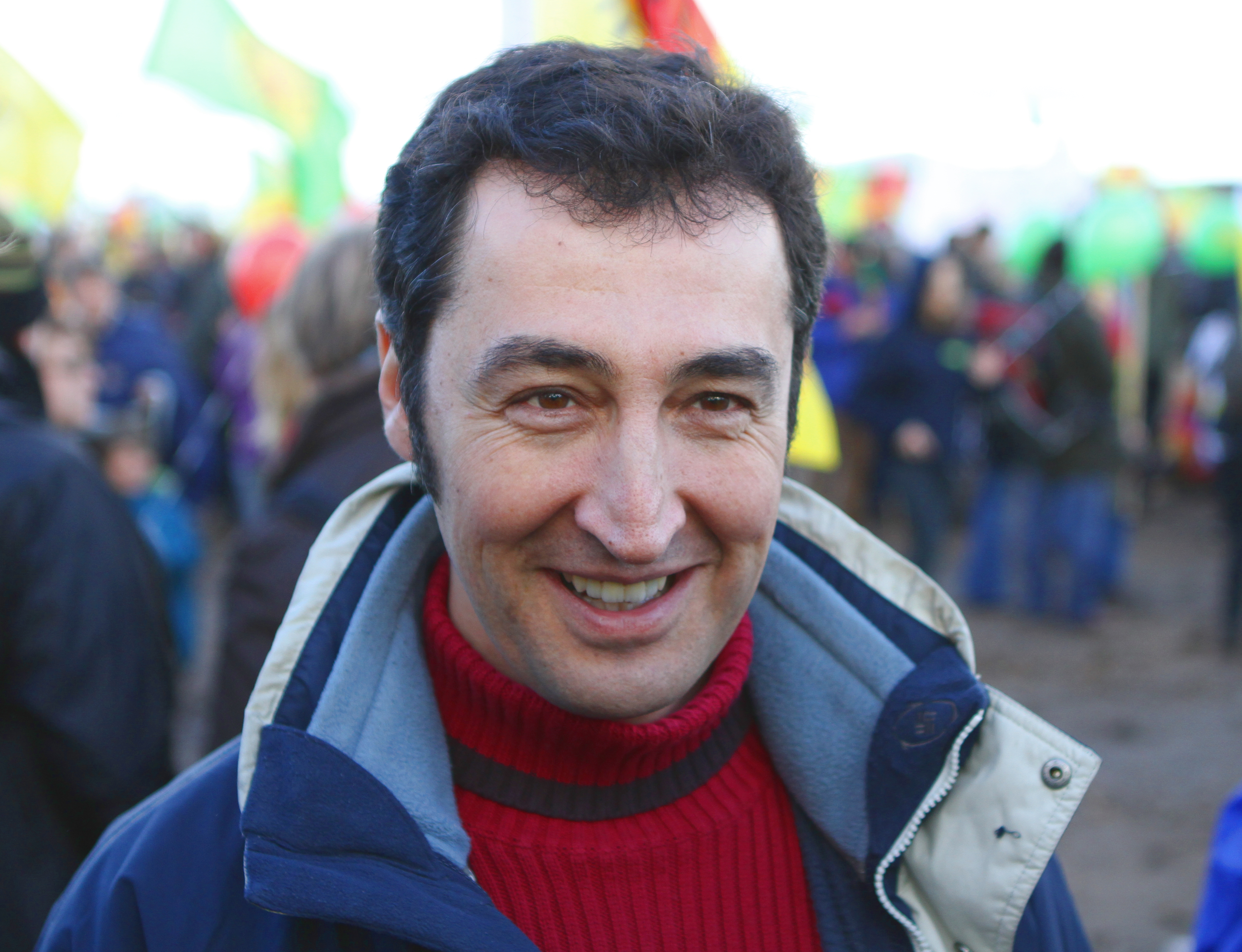
Cem Özdemir (2010)

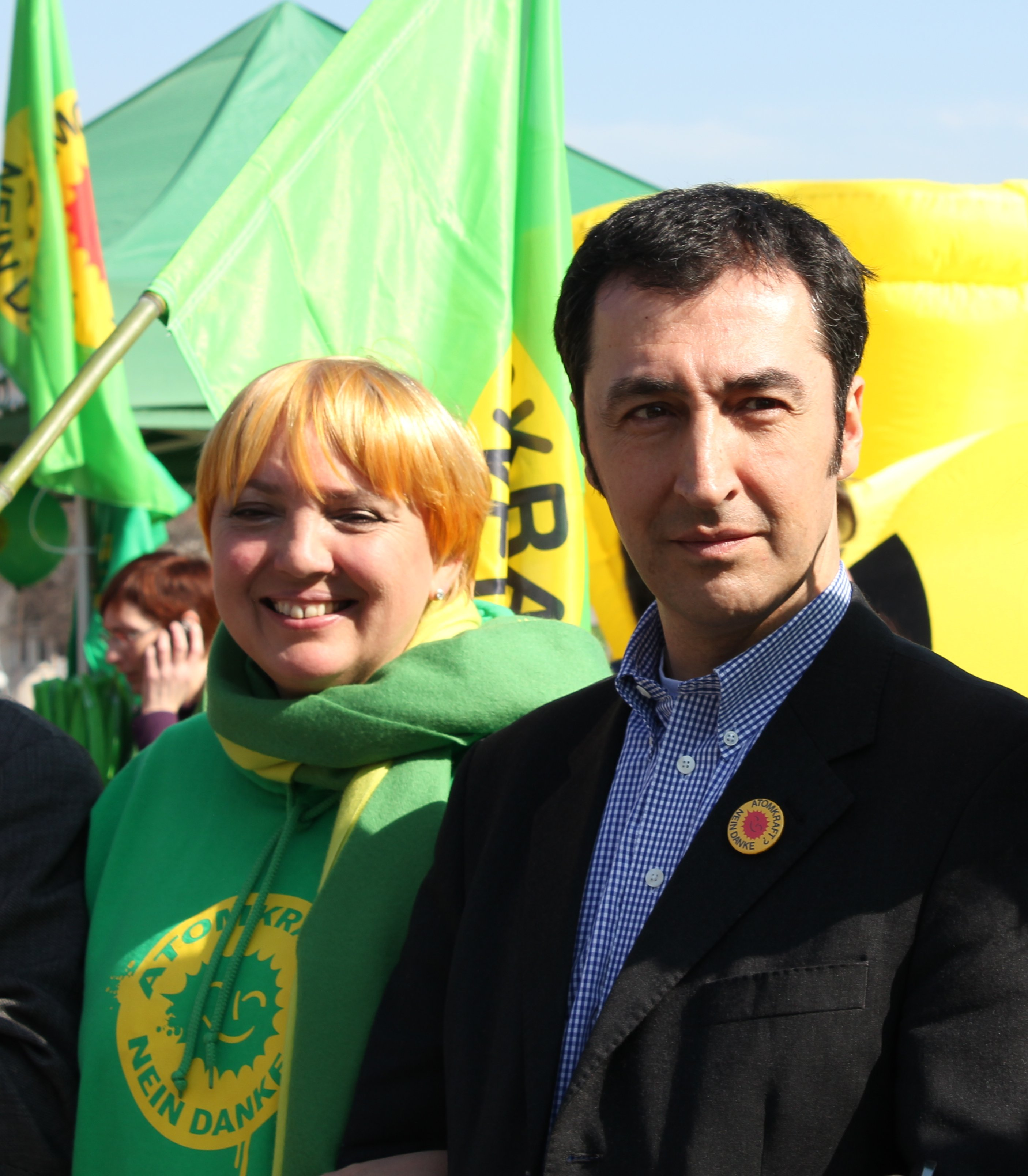
Die Parteivorsitzenden Cem Özdemir und Claudia Roth (2012)

1981 wurde Özdemir Mitglied der Grünen. Er hat seine politische Heimat im Grünen-Kreisverband Ludwigsburg. Im selben Jahr beantragte er die deutsche Staatsangehörigkeit, die er nach dem Erreichen der Volljährigkeit im Alter von 18 Jahren erhielt. Von 1989 bis 1994 war er im Grünen-Landesvorstand von Baden-Württemberg. Sein politisches Hauptthema fand er in der eigenen Biografie: „Migranten in Deutschland“. 1992 zählte er zu den Mitbegründern von Immi-Grün – Bündnis der neuen InländerInnen. Annette Treibel weist darauf hin, dass sich Cem Özdemir von den Multikulturalisten, die besonders stark auf nationalen und ethnischen Kategorien beharrten, distanziert habe, und zitiert in dem Zusammenhang aus Özdemirs Biografie Ich bin Inländer:

„Ich bin deutscher Staatsbürger türkischer Herkunft. Das Schwäbische ist mir noch näher als das Deutsche, und mit der türkischen Herkunft ist es ebenfalls so einfach nicht. Auch ‚Einwanderer‘ […] trifft den Kern nicht. Ich bin zwar gut zu Fuß, aber ich bin nie eingewandert, sondern hier geboren.“

Am 2. Juni 2008 kündigte Özdemir seine Kandidatur für den Bundesvorsitz seiner Partei als Nachfolger von Reinhard Bütikofer an. Gegenkandidat Özdemirs für die im November angesetzte Wahl war Volker Ratzmann, Grünen-Fraktionschef im Abgeordnetenhaus von Berlin, der jedoch nach eigenen Angaben aus privaten Gründen seine Kandidatur am 4. September 2008 aufgab.
Vor der Wahl zum Bundesvorsitzenden bewarb sich Özdemir auf dem Landesparteitag der Grünen Baden-Württemberg um einen sicheren Listenplatz für die Bundestagswahl 2009, scheiterte allerdings in zwei Kampfkandidaturen gegen parteiinterne Gegenkandidaten und verpasste den Einzug in den Bundestag (siehe Abschnitt unten). Trotz der Niederlage bei der Vergabe der Listenplätze für die Bundestagswahl hielt Özdemir an seiner Kandidatur für den Parteivorsitz fest. Am 15. November 2008 wurde Özdemir mit 79,2 Prozent der Delegiertenstimmen als einer von zwei Bundesvorsitzenden der Partei gewählt (Mitvorsitzende Claudia Roth). 2010 wurde Özdemir mit 88,5 Prozent in diesem Amt bestätigt, 2012 mit 83,29 Prozent und 2013 mit 71,4 Prozent.
Anfang Januar 2018 teilte Özdemir mit, nicht erneut für den Parteivorsitz zu kandidieren und auch nicht für den Vorsitz der Bundestagsfraktion.

### Abgeordnetentätigkeit

#### Bundestag (1994 bis 2002)

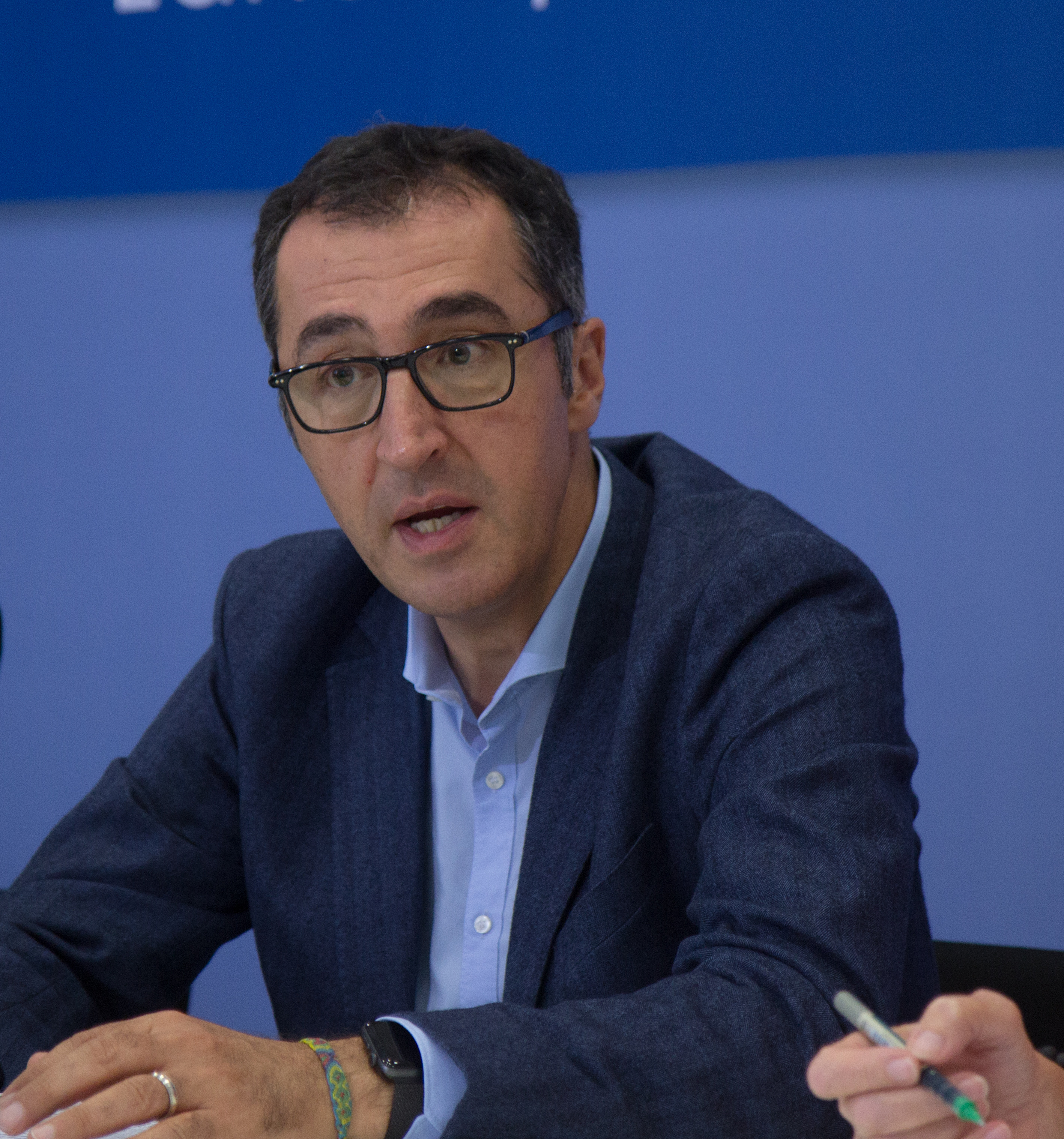
Cem Özdemir bei einer Pressekonferenz in Wiesbaden (2018)

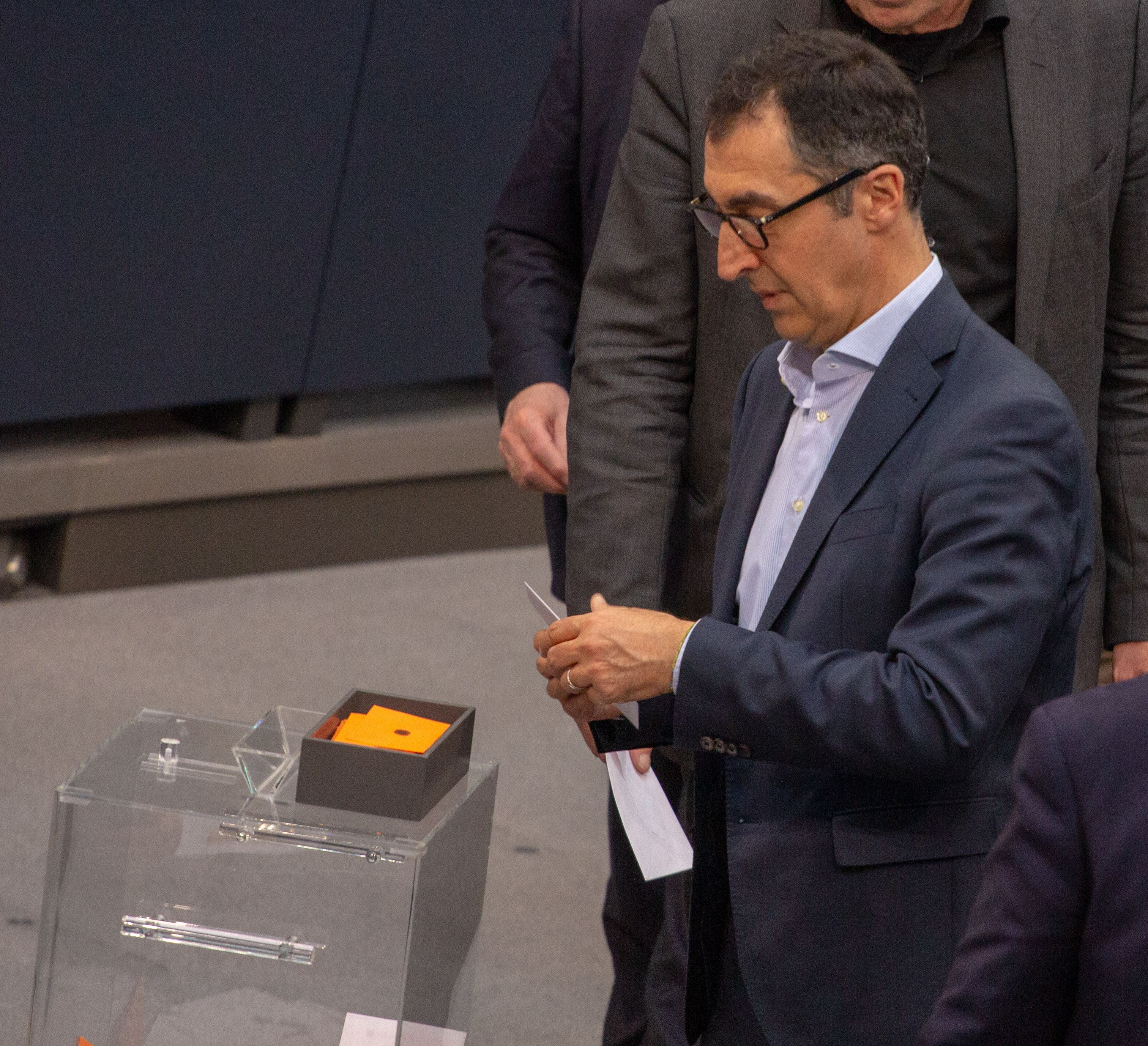
Cem Özdemir im Deutschen Bundestag (2019)

Bei der Bundestagswahl 1994 sowie erneut bei der Bundestagswahl 1998 wurde Özdemir über die Landesliste Baden-Württemberg in den Deutschen Bundestag gewählt. Als Mitglied des Deutschen Bundestages war er ab 1998 innenpolitischer Sprecher der Bundestagsfraktion Bündnis 90/Die Grünen. Dieses Amt legte er am 26. Juli 2002 nieder, nachdem die Annahme eines Privatkredites über 80.000 DM vom PR-Berater Moritz Hunzinger und die private Verwendung dienstlich erworbener Bonus-Meilen bekannt geworden waren. Özdemir hat die Annahme des Kredits öffentlich bedauert und angekündigt, den Betrag umgehend zurückzuzahlen. Sollte der damalige Zinssatz von 5,5 Prozent unter den üblichen Marktkonditionen gelegen haben, werde er die Differenz an ein Zentrum für Folteropfer spenden. Özdemir trat in der Folge als innenpolitischer Sprecher seiner Bundestagsfraktion zurück.
Die Kandidatur für die Bundestagswahl 2002 konnte er wegen einer bereits erteilten Zustimmung nicht mehr zurückziehen, nach seiner Wiederwahl nahm er das Bundestagsmandat jedoch nicht an.

#### Europäisches Parlament (2004 bis 2009)
Bei der Europawahl 2004 wurde Özdemir in das Europäische Parlament gewählt. Als Mitglied des Europäischen Parlaments gehörte er der Fraktion Die Grünen/EFA an. Er war Mitglied des Ausschusses für auswärtige Angelegenheiten und außenpolitischer Sprecher seiner Fraktion. Zudem war er stellvertretender Vorsitzender des nichtständigen Ausschusses zur behaupteten Nutzung europäischer Staaten durch die CIA für die Beförderung und das rechtswidrige Festhalten von Gefangenen (CIA-Ausschuss) sowie Mitglied der hochrangigen Kontaktgruppe Nordzypern, der interparlamentarischen Delegation EU-Türkei und der Anti-Racism and Diversity Intergroup. Als Europaabgeordneter setzte er sich unter anderem für den Eintritt der Türkei in die EU ein.
Als Europaabgeordneter übernahm Özdemir 2007 die Schirmherrschaft über den Christopher Street Day Stuttgart.
Zur Europawahl 2009 trat Özdemir nicht wieder an.

#### Erfolglose Kandidatur für den Bundestag (2009)
Für die Bundestagswahl 2009 bewarb sich Özdemir auf dem Landesparteitag der Grünen Baden-Württemberg um einen sicheren Listenplatz. Er unterlag dabei jedoch in zwei Kampfkandidaturen seinen parteiinternen Gegenkandidaten. Ohne sicheren Listenplatz gelang ihm der Einzug in den 17. Deutschen Bundestag nicht: Bei seiner Bewerbung um ein Direktmandat im Wahlkreis Stuttgart I holte er 29,9 % der Erststimmen und verlor gegen den Gegenkandidaten Stefan Kaufmann (CDU), der 34,4 % erreichte. Trotz der Niederlage bei der Vergabe der Listenplätze für die Bundestagswahl hielt Özdemir an seiner parallel erklärten Kandidatur für den Parteivorsitz fest (siehe obiger Abschnitt).

#### Bundestag (seit 2013) und Spitzenkandidatur (2017)

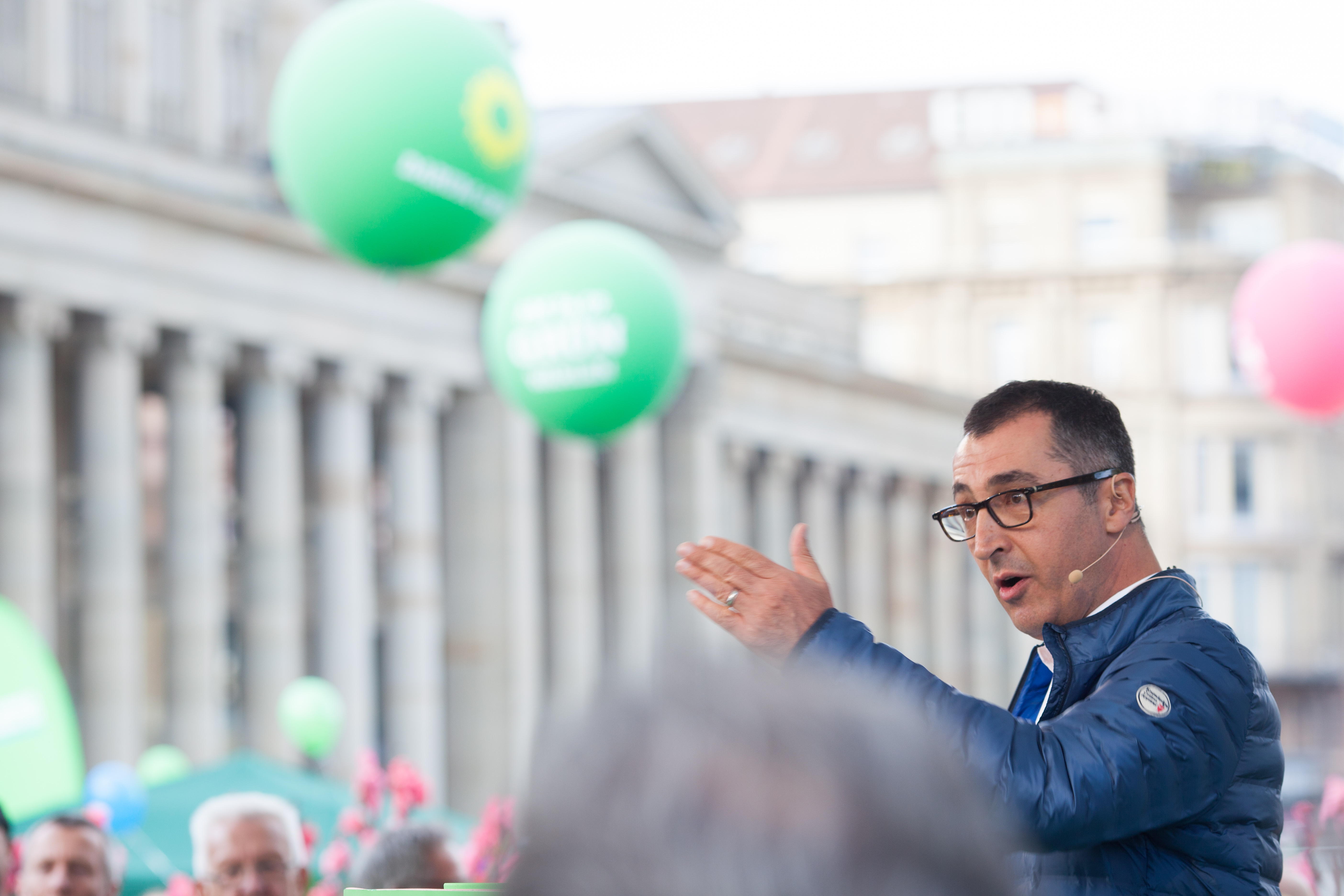
Cem Özdemir auf dem Schlossplatz in Stuttgart beim Wahlkampfhöhepunkt zur Bundestagswahl 2017

Auf der Landesdelegiertenkonferenz von Bündnis 90/Die Grünen am 1. Dezember 2012 wurde Cem Özdemir auf den zweiten Platz der Landesliste Baden-Württemberg für die Bundestagswahl 2013 gewählt. Özdemir trat außerdem zum zweiten Mal im Bundestagswahlkreis Stuttgart I zur Wahl für das Direktmandat an; er zog über die Landesliste ins Parlament ein.
2017 wurde Özdemir von der grünen Parteibasis gemeinsam mit Katrin Göring-Eckardt zum Spitzenkandidatenduo für die Bundestagswahl 2017 gewählt. Wie bei der vorherigen Bundestagswahl trat er erneut im Wahlkreis Stuttgart I an. Auf der Landesliste der Grünen Baden-Württemberg stand er auf dem 2. Platz. Über die Landesliste zog er in den 19. Deutschen Bundestag ein.
Nach Scheitern der Verhandlungen zur Bildung einer Jamaika-Koalition, in der Özdemir als potenzieller Außenminister gehandelt wurde, zog sich Özdemir Ende 2017 vorerst aus der ersten Reihe der Spitzenpolitik zurück. 2018 übernahm er den Vorsitz des Ausschusses für Verkehr und digitale Infrastruktur.

#### Erfolglose Kandidatur für den Fraktionsvorsitz (2019)
Im Herbst 2019 erklärte Özdemir, bei der Neuwahl des Fraktionsvorstands zusammen mit der Bremer Bundestagsabgeordneten Kirsten Kappert-Gonther für das Amt des Vorsitzenden der Grünen-Bundestagsfraktion zu kandidieren und damit die bisherigen Vorsitzenden Katrin Göring-Eckardt und Anton Hofreiter ablösen zu wollen. Er sei überzeugt, dass ein fairer Wettbewerb der Fraktion nach außen wie nach innen gut tue und notwendig sei, um die Grünen als Fraktion bis zur nächsten Bundestagswahl mit neuem Schwung als glaubwürdigen Gegenpol der Regierung zu positionieren, begründete Özdemir zusammen mit Kappert-Gonther die Kampfkandidatur. Eine Spitzenkandidatur für den nächsten Wahlkampf im Bund strebte das Duo nach eigenen Angaben jedoch nicht an. Bei der Wahl am 24. September 2019 unterlag Özdemir dem bisherigen Fraktionsvorsitzenden Hofreiter, der mit 58,21 Prozent der Stimmen von den Grünen-Abgeordneten in seinem Amt bestätigt wurde. Auch seine Mitstreiterin Kappert-Gonther konnte sich nicht gegen die Amtsinhaberin Göring-Eckardt durchsetzen, die mit 61,2 Prozent ebenfalls im Amt bestätigt wurde.

#### Bundestagswahl 2021
Bei der Bundestagswahl 2021 gewann Özdemir erstmals das Direktmandat im Wahlkreis Stuttgart I mit 40,0 % der Erststimmen, vor Stefan Kaufmann (CDU), auf den 23,4 % der Erststimmen entfielen. Damit hatte Özdemir den größten Erststimmenanteil in Baden-Württemberg und erzielte auch das beste Erststimmenergebnis der Grünen.

#### Bundesminister für Landwirtschaft und Bundesminister für Bildung und Forschung

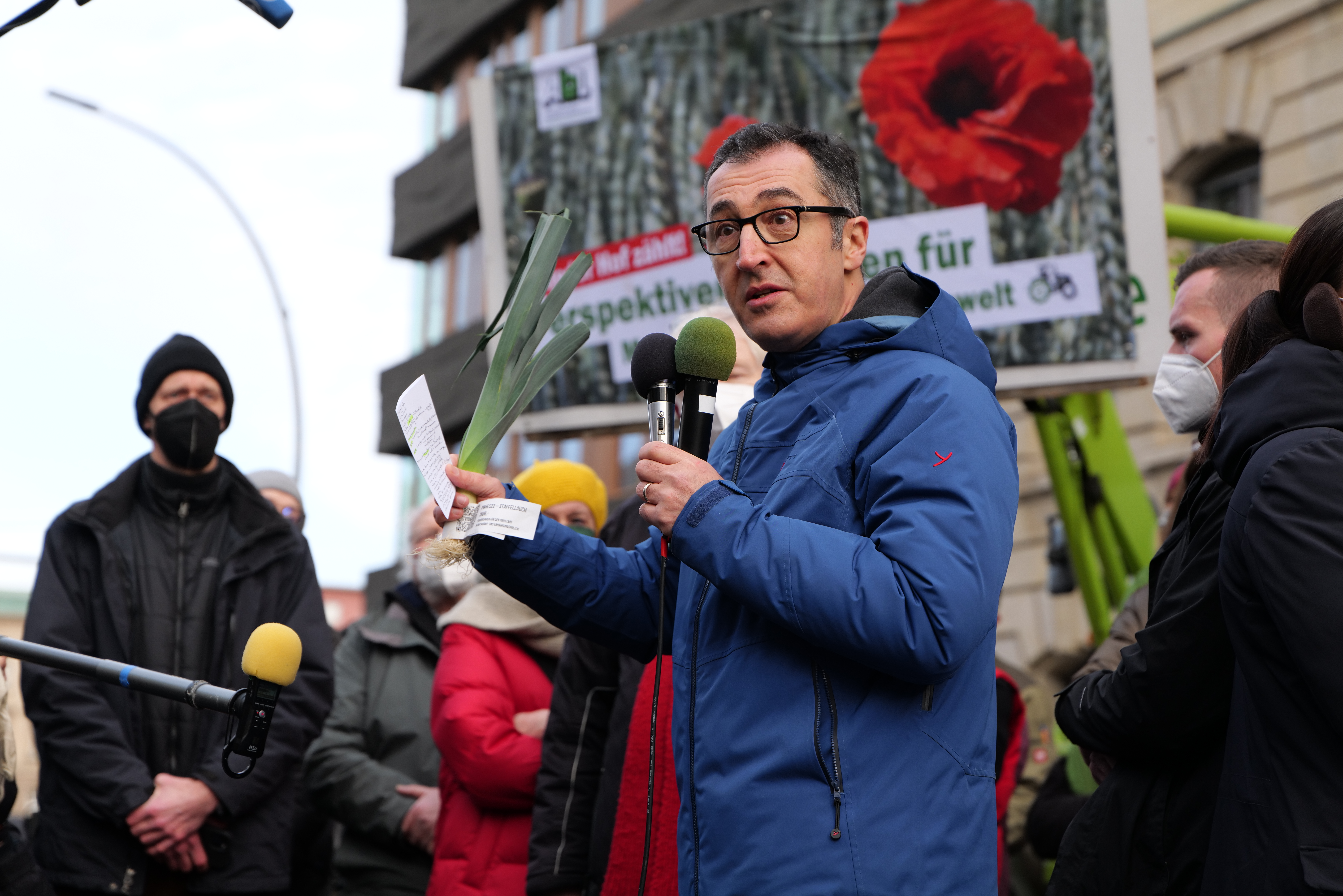
Cem Özdemir als Landwirtschaftsminister spricht bei einer Protestaktion von „Wir haben es satt!“.

Nach Auseinandersetzungen im Parteirat setzte der Bundesvorstand von Bündnis 90/Die Grünen Özdemir gegen den Mitbewerber Anton Hofreiter für die Position des Landwirtschaftsministers der Ampelkoalition aus SPD, Grünen und FDP der 20. Legislaturperiode durch. Das Kabinett Scholz wurde mit Özdemir als Landwirtschaftsminister am 8. Dezember 2021 ernannt. Özdemir war der erste Bundesminister mit türkischem Migrationshintergrund.
Am 7. November 2024 übernahm Özdemir im Zuge des Bruchs der Ampelkoalition zunächst kommissarisch das Amt des Bundesministers für Bildung und Forschung. Am 25. November 2024 wurde er offiziell von Bundespräsident Frank-Walter Steinmeier ernannt. Sein Amt als Landwirtschaftsminister behielt er. Mit dem Amtsantritt des Kabinetts Merz am 7. Mai 2025 schied er aus seinen Ministerämtern aus.

#### Kandidatur als Ministerpräsident von Baden-Württemberg
Am 25. Oktober 2024 verkündete Özdemir, bei der Landtagswahl in Baden-Württemberg 2026 als Spitzenkandidat der Grünen antreten und als Nachfolger von Winfried Kretschmann der nächste Ministerpräsident des Landes werden zu wollen. Bei der Bundestagswahl 2025 verzichtete der zuvor direkt gewählte Wahlkreisabgeordnete daher auf eine erneute Kandidatur auf Bundesebene. Am 24. Mai 2025 wurde er vom Landesparteitag mit 97 Prozent der Stimmen zum Spitzenkandidaten gewählt.

### Sonstiges Engagement
1995 übernahm Özdemir mit Ignatz Bubis die Schirmherrschaft für das Projekt Schule ohne Rassismus. Im Jahre 2001 absolvierte Özdemir das sogenannte Young Leader-Programm des mit dem deutsch-amerikanischen Netzwerk Atlantik-Brücke affiliierten American Council on Germany.
2002 wirkte er an der Theaterproduktion Tötet Möllemann! des Regisseurs Christoph Schlingensief im Theater Duisburg mit. Schlingensief spielte darin auf die antisemitischen Äußerungen des FDP-Politikers Jürgen Möllemann an. Schlingensief rief in der Produktion mehrfach den Satz „Tötet Jürgen Möllemann!“. Özdemir hatte die Aufgabe, in einem fiktiven „Polit-Quiz“ Fragen an das Publikum zu stellen. Möllemann warf Özdemir daraufhin vor, Schlingensiefs Entgleisungen „völlig ohne jedes demokratische und menschliche Gewissen“ hingenommen zu haben. Özdemir distanzierte sich in einer Erklärung von Schlingensiefs Äußerungen während des Abends. In einer Bundestagsdebatte entschuldigte er sich, bekräftigte jedoch, dass er Möllemann es nicht gestatten wolle, eine Opferrolle einzunehmen.
Nach dem Rücktritt als innenpolitischer Sprecher seiner Bundestagsfraktion und seinem Rückzug als Bundestagsabgeordneter zog sich Özdemir eine Zeitlang aus der deutschen Öffentlichkeit zurück. 2003 trat er einen Auslandsaufenthalt in den USA als Transatlantic Fellow des German Marshall Fund of the United States an. In dieser Zeit hielt er neben anderen Vorträgen Brownbag-Lesungen an der University of Wisconsin zur Rolle der Türkei in Europa.
Özdemir war kurzzeitig Mitglied der Atlantik-Brücke, trat aber wegen des Vorsitzenden Friedrich Merz aus und sprach in dem Kontext von „CDU-nahen Machenschaften“; er ist Mitglied des Beirats der Atlantischen Initiative. 2007 war er an der Gründung der europäischen Denkfabrik European Council on Foreign Relations beteiligt.
Er ist offizieller Unterstützer des Bündnisses Freiheit statt Angst für Datenschutz und gegen staatliche Überwachung. Außerdem ist er Gründungskurator der Amadeu Antonio Stiftung. Außerdem war Özdemir ehrenamtliches Jurymitglied bei „Top 100“, einer Auszeichnung für die innovativsten Unternehmen im deutschen Mittelstand.
Seit September 2018 ist Özdemir Mitglied im Vereinsbeirat des FC PlayFair!, einem Verein, der sich vereinsübergreifend für die Fan- und Vereinsinteressen im Fußball einsetzt.
2018 war er Mitbegründer der Initiative säkularer Islam.
Im Dezember 2021 wurde Özdemir zum stellvertretenden Vorstand von Gegen Vergessen – Für Demokratie gewählt.

### Trivia
In den Videoclips zu den Songs Scheiß Wessis bzw. Scheiß Ossis der deutschen Punk-Rock-Band Die Toten Hosen und dem deutschen Rapper Marteria, die am 25. März 2022 im Internet ihre Premiere feierten, spielt Cem Özdemir eine Gastrolle als Teilnehmer einer Selbsthilfegruppe in der Turnhalle einer Nervenklinik.

## Politische Positionen

### Agrar und Landwirtschaft
Özdemir setzt sich für eine Verschärfung der Pestizidverordnung auf der EU-Ebene ein und setzt sich hier für europäische Mehrheitsbildungen in Brüssel ein. Er setzt sich für ökologische Landwirtschaft ein und bringt politisch eine andere Tierhaltung in Deutschland auf die Tagesordnung.

### Innere Sicherheit und Migrationspolitik
Angesichts der mutmaßlichen Verwicklungen des Bundesamtes für Verfassungsschutz (BfV) und der untergeordneten Landesbehörden in die rechtsterroristische Mordserie des Nationalsozialistischen Untergrunds (NSU) äußerte sich Özdemir im April 2013 kritisch zu den Strukturen der Verfassungsschutzbehörden: „Am Ende brauchen wir eine neue Sicherheitsarchitektur, denn mit diesem Verfassungsschutz ist die Verfassung nicht zu schützen. Die dortigen Beamten sind bestenfalls überfordert, schlimmstenfalls haben sie selbst Ansichten, die es unmöglich machen, Rechtsradikalismus wirksam zu bekämpfen. Im Prinzip brauchen wir eine institutionelle Neugründung mit neuem Personal.“
Im September 2024 erklärte Özdemir in einem Gastbeitrag der Frankfurter Allgemeinen Zeitung, dass seine Tochter in Berlin ständig mit sexuellen Belästigungen durch Migranten konfrontiert sei. Diese Erfahrungen nähmen ihn als Vater und Politiker gleichermaßen mit und veranlassten ihn, eine dringende Reform der Migrationspolitik zu fordern. Er kritisierte, die deutsche Asylpraxis habe sich im vergangenen Jahrzehnt „immer mehr zu einem Recht des Stärkeren entwickelt. Es kommen eben gerade nicht nur die Verletzlichsten und Schutzbedürftigsten aus den Krisengebieten der Welt, sondern in ganz überwiegender Zahl die Stärkeren, das heißt junge Männer.“ Özdemir plädiert für eine klare Trennung zwischen Asyl und Arbeitsmigration, eine bessere Integration durch Sprache und Arbeit, strengere Regelungen für Straftäter und eine Überarbeitung der Abschieberegeln, die er als „absurd“ kritisiert. In diesem Zusammenhang forderte er: „Wir müssen wissen, wer im Land ist. Wir müssen dafür sorgen, dass nur die im Land sind, die hier sein dürfen.“

### Bildungspolitik
Im Rahmen der Diskussionen über Verbesserungen in der Bildungspolitik schlug Özdemir 2010 vor, neben dem Erlernen der deutschen Sprache auch Türkischunterricht in deutschen Schulen einzuführen, und begründete dies damit, dass Kinder mit Migrationshintergrund „ihre Mehrsprachigkeit entfalten sollten“, betonte aber, dass die deutsche Sprache für Kinder, die in Deutschland leben und aufwachsen, „immer die wichtigste Sprache“ sein müsse. Seit den 2000er Jahren verwendete er das vom türkischstämmigen Kabarettisten Muhsin Omurca geprägte Wort „Biodeutsche“ als scherzhafte Bezeichnung für deutsche Staatsangehörige ohne Migrationshintergrund und trug so zur Verbreitung des Worts maßgeblich bei.
Er lehnt eine Beteiligung der Ditib an der Gestaltung deutschen Schulunterrichtes klar ab, da diese durch die türkische Regierung kontrolliert werde.

### Klimapolitik
Zur Ernennung zum Landwirtschaftsminister durch den Bundespräsidenten radelte Cem Özdemir im Dezember 2021 medienwirksam mit dem Pedelec.

### Finanz- und Steuerpolitik
Cem Özdemir sprach sich 2011 für eine Erhöhung des Spitzensteuersatzes auf 49 Prozent aus. Er hielt dies für zumutbar. Er ist auch ein Befürworter von Eurobonds.

### Wirtschafts- und Sozialpolitik
Özdemir sieht die Aufgabe der Sozialpolitik vor allem darin, Arbeitssuchende durch Förderung wieder in den Arbeitsmarkt zu integrieren (aktive Arbeitsmarktpolitik). Hierzu soll mehr Geld in Institutionen wie Kindertagesstätten, Schulen oder Jobcenter investiert werden; Auszahlungen in Form von Transferleistungen sollen jedoch begrenzt werden.

### Infrastrukturpolitik
Gegen das Verkehrsprojekt Stuttgart 21 sprach er sich 2012 mit folgenden Worten aus: „Es macht keinen Sinn für Bahn und Bund, nach dem Vogel-Strauß-Prinzip einfach weiterzuwurschteln“. Den damaligen Ministerpräsidenten Stefan Mappus attackierte er zuvor öffentlich mit: „Mappus wollte Blut sehen“.

### Außenpolitik

#### Russland
Im September 2004 war Cem Özdemir unter den Unterzeichnern eines von der neokonservativen US-amerikanischen Denkfabrik Project for the New American Century (PNAC) veröffentlichten Offenen Briefes an die Staatsoberhäupter und Regierungschefs von NATO und EU gegen die Politik des russischen Präsidenten. Im Juli 2011 trat Özdemir aus dem Vergabe-Komitee des Quadriga-Preises aus, um gegen die geplante und danach ausgesetzte Verleihung des Preises an Wladimir Putin zu protestieren. Im Zusammenhang mit dem Bürgerkrieg in Syrien und dem dortigen russischen Militäreinsatz forderte er 2016 eine Verschärfung der EU-Sanktionen gegen Russland und warf Wladimir Putin Skrupellosigkeit vor. Im Juli 2021 erklärte er, dass viele Menschen in Deutschland ein naives Bild von Wladimir Putin hätten, der „auf Eskalation und Grenzverschiebung“ setze. Als Landwirtschaftsminister verurteilte er zudem die russischen Angriffe auf die ukrainische Agrarinfrastruktur sowie die Einflussnahme auf die Ernteerträge in den besetzten Gebieten.

#### Türkei, Aleviten und Armenier
Özdemir setzte sich in der Vergangenheit für türkische Kriegsdienstverweigerer und die alevitische Minderheit in der Türkei ein. Dafür wurde er von der türkischen Tageszeitung Hürriyet scharf attackiert. Die Zeitung schrieb u. a.: „Özdemir ist nur noch dem Namen nach einer von uns“.
Özdemir fordert eine Anerkennung des Völkermordes an den Armeniern. Er vertritt die These, dass diese auch im türkischen Interesse sei, und regte an, das Thema in Lehrpläne und Schulbücher in Deutschland aufzunehmen. Eine fast 100 Jahre andauernde Geschichtsfälschung sei zu beenden. Die Frage sei auch für die Beitrittsverhandlungen der Türkei mit der Europäischen Union von Bedeutung. Özdemirs Forderung wurde 2011 vom Zentralrat der Armenier in Deutschland durch Veröffentlichung seiner Thesen unterstützt.
Im Jahr 2007 rief Özdemir gemeinsam mit anderen türkeistämmigen deutschen Politikern die Regierung der Republik Türkei in einer Petition auf, den Artikel 301, der die Beleidigung des türkischen Staates und der Institutionen und Organe des Staates unter Strafe stellt, ersatzlos aus dem türkischen Strafgesetzbuch zu streichen.
Im Juni 2013 kritisierte er gemeinsam mit Claudia Roth, Memet Kılıç und anderen grünen Politikern in einem offenen Brief an den türkischen Ministerpräsidenten Recep Tayyip Erdoğan dessen Vorgehen gegen die Proteste in der Türkei auf dem Taksim-Platz. Er forderte Erdoğan auf, das gewaltsame Vorgehen der Polizei sofort beenden zu lassen und Demonstrationsrecht und Meinungsfreiheit in der Türkei zuzulassen. Am Bosporus machte er sich dann selbst ein Bild von der Lage. Mit Hans-Christian Ströbele demonstrierte er dann in Berlin-Kreuzberg gegen Erdoğans Politik.
In einer Rede im Mai 2014 in Köln bezeichnete Erdoğan ihn als „angeblichen Türken“. Daraufhin wurde der türkische Botschafter in Berlin ins Auswärtige Amt bestellt.

#### Belarus
Am 16. Dezember 2020 übernahm er die Patenschaft für Kazjaryna Baryssewitsch, belarussische politische Gefangene. Am 31. Mai 2021 übernahm er die Patenschaft für Raman Pratassewitsch, belarussischer politischer Gefangener.

### Verteidigungspolitik
Özdemir befürwortet den Aufbau einer gesamteuropäischen Armee.
In einem Interview mit Spiegel Online im Oktober 2016 kritisierte er die Enthaltung Deutschlands bei dem Internationalen Militäreinsatz in Libyen 2011 und forderte den Westen zum Eingreifen in den Syrienkonflikt auf.
Im Juni 2019 nahmen Cem Özdemir und Tobias Lindner an der Dienstlichen Veranstaltung zur Information für zivile Führungskräfte der Bundeswehr am Ausbildungszentrum Munster teil und trugen für eine Woche den Dienstgrad Oberleutnant. Anfang April 2023 nahm Özdemir an einer viertägigen Wehrübung bei der Schule für Feldjäger und Stabsdienst der Bundeswehr in Hannover teil.

### Drogenpolitik
Im August 2014 veröffentlichte Özdemir für die Ice Bucket Challenge ein Video auf YouTube, in dem neben ihm auf einem Balkon eine Hanfpflanze zu sehen ist. Özdemir widersprach der Vermutung, dass die Pflanze versehentlich ins Bild geraten sei, es handele sich vielmehr um ein „sanftes, politisches Statement“. Zugleich bekräftigte Özdemir die Forderung seiner Partei, Cannabis zu legalisieren. Die Berliner Staatsanwaltschaft nahm Ermittlungen wegen Verstoßes gegen das Betäubungsmittelgesetz auf, die Anfang Februar 2015 wegen geringer Schuld eingestellt wurden.
Im Dezember 2021, zu Beginn seiner Amtszeit als Bundeslandwirtschaftsminister, kündigte er den großflächigen Anbau von Hanf in der deutschen Landwirtschaft an, sobald die vom Kabinett Scholz vereinbarte Legalisierung von Cannabis zu Genusszwecken umgesetzt sei. Er plädierte für einen staatlich lizenzierten Markt mit zugelassenen Läden, die nur Personen ab 18 betreten dürften.

## Audio
- Cem Özdemir: So werde ich durch türkische Nationalisten bedroht, Funke-Podcast, von Jochen Gaugele und Laura Himmelreich, Berliner Morgenpost, 5. Dezember 2024

## Veröffentlichungen
Monografien
- Ich bin Inländer. dtv, München 1997, ISBN 3-423-24109-8. (aufgezeichnet von Hans Engels; aktualisierte Neuausgabe 1999)
- Currywurst und Döner. Integration in Deutschland. Lübbe, Bergisch Gladbach 1999, ISBN 3-7857-0946-3. (in Zusammenarbeit mit Bernd Knopf und Jürgen Gottschlich)
- Deutsch oder nicht sein? Integration in der Bundesrepublik Deutschland. Bastei Lübbe, Bergisch Gladbach 2000, ISBN 3-404-60482-2.
- Die Türkei – Politik, Religion, Kultur. Beltz, Weinheim 2008, ISBN 978-3-407-75343-4.

Herausgeberschaften
- Abenteuer Vorlesen. Ein Wegweiser für Initiativen. Ed. Körber-Stiftung, Hamburg 2002, ISBN 3-89684-036-3.
- Mitten in Deutschland. Deutsch-türkische Erfolgsgeschichten. Herder, Freiburg [u. a.] 2011, ISBN 978-3-451-30469-9. (mit Wolfgang Schuster)

Beiträge in Sammelbänden
- Die Armee gehört in die Kaserne. Über das Verhältnis von Militär und Politik in der Türkei. In: Lydia Haustein, Joachim Sartorius, Christoph Bertrams (Hrsg.): Modell Türkei? Ein Land im Spannungsfeld zwischen Religion, Militär und Demokratie. Wallstein Verlag, 2006, ISBN 978-3-8353-0067-5, S. 73 ff.
- Griechenland und Türkei. Können Falken Tauben werden? In: Apostolos Katsikaris (Hrsg.): Türkei – Europa. Magnus-Verlag, Essen 2006, ISBN 3-88400-506-5, S. 58 ff.

## Ehrungen und Auszeichnungen
- 1996 erhielt er für sein Engagement zum Abbau von Vorurteilen die Theodor-Heuss-Medaille der Theodor-Heuss-Stiftung.
- 2009 wurde er mit der Ehrendoktorwürde der türkischen Universität Tunceli geehrt.[111]
- 2013 wurde er mit dem Orden wider den tierischen Ernst des Aachener Karnevalsvereins ausgezeichnet.[112]
- 2014 wurde er vom Deutschen Brauer-Bund zum Botschafter des Bieres ernannt.[113]
- 2017 wurde er vom Zentralverband des Deutschen Bäckerhandwerks zum Botschafter des Deutschen Brotes ernannt.[114]
- 2018 „Rede des Jahres“[115] (verliehen vom Seminar für Allgemeine Rhetorik der Universität Tübingen)
- 2019 wurde er mit dem Ehrenpreis „Schärfste Klinge“ der Stadt Solingen ausgezeichnet[116]
- 2019 wurde er mit dem Ignatz-Bubis-Preis für Verständigung gewürdigt.[117]
- 2019 erhielt er den Dolf-Sternberger-Preis
- 2019 Marbacher Schillerrede[118]
- 2021 erhielt er den Verdienstorden des Landes Baden-Württemberg[119]
- 2022 wurde ihm der Leo-Baeck-Preis zuerkannt.
- 2024 wurde er zum Ehrenbürger von Bad Urach ernannt.[120]